# Aprostocetus durmitorensis
Aprostocetus durmitorensis is een vliesvleugelig insect uit de familie van de Eulophidae. De wetenschappelijke naam is voor het eerst geldig gepubliceerd in 1987 door Graham.